# گیهوت
گیهوت (به ارمنی: Գիհուտ) یک منطقهٔ مسکونی در جمهوری آرتساخ است که در استان کاشاتاق واقع شده‌است. 